# Ligne E du métro de Buenos Aires
Pour les articles homonymes, voir Ligne E.

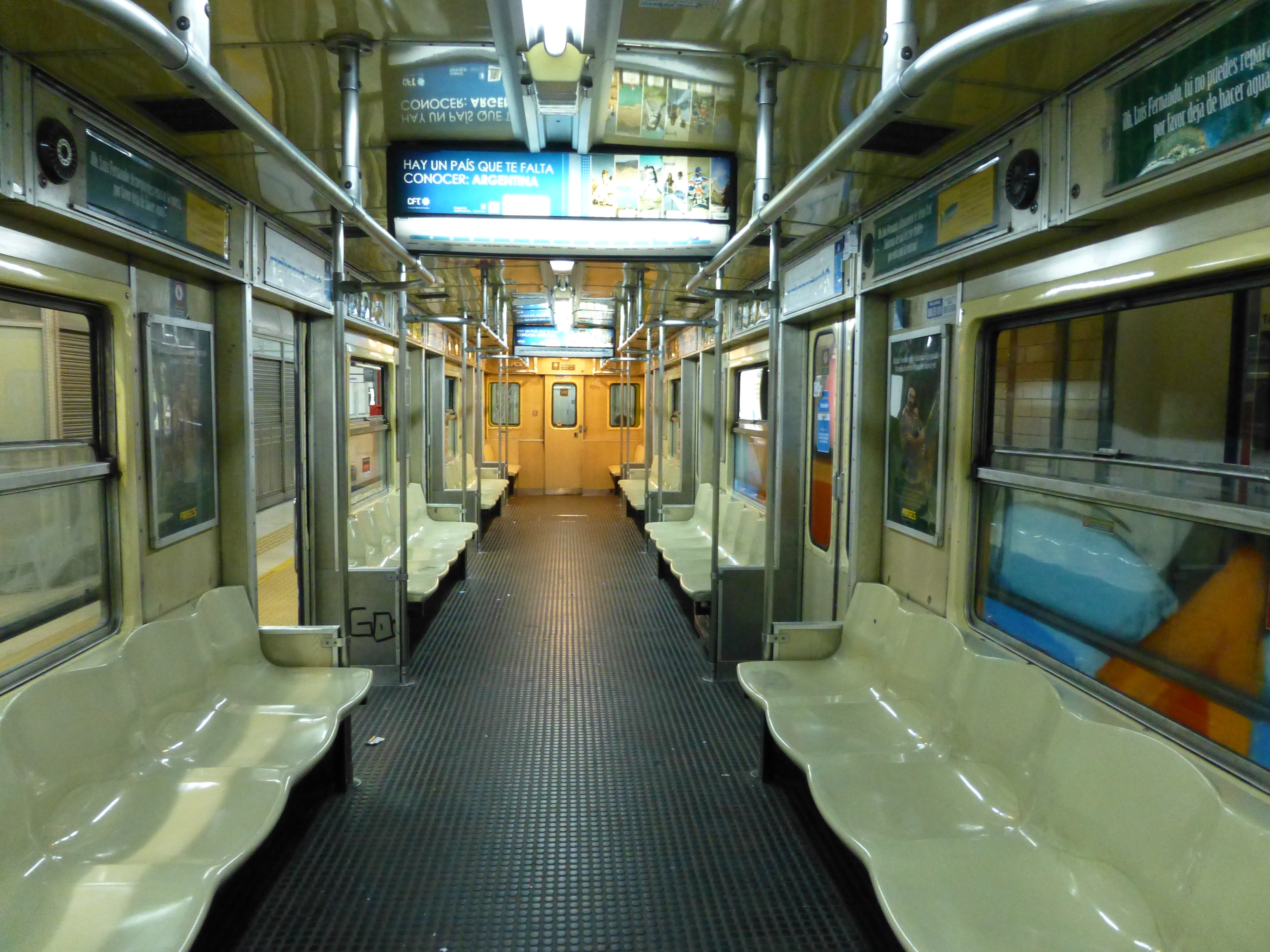
Intérieur d'un train de la ligne E.

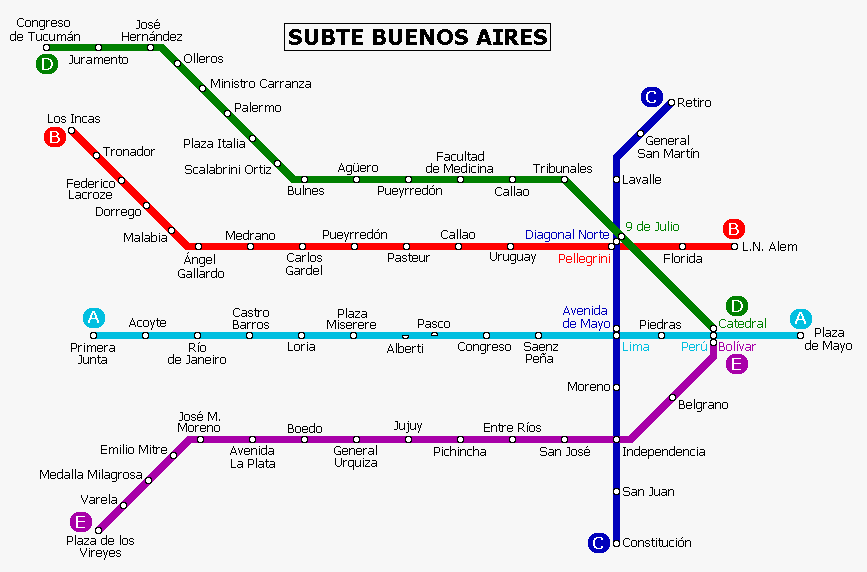
Plan du réseau opérationnel en 2006.

La ligne E du métro de Buenos Aires (ou línea E), dont le sigle est , va de la Plaza de Mayo, dans le Microcentre de la ville (station "Bolívar") au quartier de Flores à la station "Plaza de los Virreyes" (en français Place des Vice-rois). Son parcours suit les avenues Avenida Presidente Julio Argentino Roca, Avenida 9 de julio, et les avenues San Juan, Directorio et Eva Perón.
Cette ligne fut ouverte au public le 20 juin 1944. 
Comme sur les Lignes A, C, et D, les trains de la ligne captent l'énergie électrique par caténaire aérien flexible (la ligne B est la seule alimentée par troisième rail).

## Description
La ligne a une correspondance avec la Línea C dans la
station "Independencia" et avec les lignes A et D à la station Bolívar. Elle est aussi reliée avec le Prémétro de Buenos Aires (train léger) dans la station Plaza de los Virreyes.
La ligne  a une longueur de 11,2 km, et un total de 18 stations. Elle transporte plus de 104 000 passagers par jour ouvrable. Elle fut la cinquième ligne du réseau à offrir un service au public, et la première à le faire au sud de l'avenida Rivadavia, dans la partie la moins prospère et la plus prolétarisée de la cité.

## Histoire
La construction se fit en plusieurs étapes. Les travaux débutèrent en 1938 et sa première section de 3,08 kilomètres avec cinq stations, entre Plaza Constitución et l'intersection des rues Calle San Juan et General Urquiza, fut inaugurée en juin 1944, pour aboutir en décembre 1944 avec une station de plus au terminus provisoire de "Boedo". Cette dernière station, reconstruite en 1960, resta terminus jusqu'en 1966.
En avril 1966, la ligne E prolongea son parcours à ses deux extrémités, à l'est vers le nouveau terminus de Plaza de Mayo et à l'ouest vers "Avenida La Plata", utilisant pour cela deux nouvelles sections de tunnel, l'un, entre "Bolívar" et "San José" (trois stations), et l'autre entre "Boedo" et "Avenida La Plata" (une station) laissant ainsi une station-fantôme dans un morceau de tunnel de l'ancien tracé ("San José vieja").
Avec ce nouveau tracé inauguré par le Président Arturo Illia, le tunnel atteignit une longueur totale de 7,4 km avec dix stations.
La seconde étape fut inaugurée le 23 juin 1973, lorsque son terminus d'"Avenida La Plata" fut prolongé d'une station jusqu'à "José María Moreno".
La prolongation suivante, de "José María Moreno" à "Varela" (trois stations) fut réalisée en octobre 1985, la suivante en mai 1986 avec la station "Plaza de los Virreyes".
L'extension la plus récente est celle de juin 2019 entre les stations Bolívar et Retiro (2 km). Il est prévu que le nombre de passagers par jour sur le réseau de métro de Buenos Aires augmentera d’environ 63 000. Le trajet va de Bolívar, par l'Avenida Leandro N. Alem, jusqu'à Retiro et comprend trois stations : Correo Central, en correspondance avec la ligne , Catalinas et Retiro, en correspondance avec la ligne .

## Les stations
- Retiro (correspondance avec la station "Retiro" de la ligne ).
- Catalinas
- Correo Central (correspondance avec la station "Leandro N. Alem" de la ligne ).
- Bolívar (correspondance avec la station "Catedral" de la ligne  et avec la station "Perú" de la ligne ).
- Belgrano
- Independencia (correspondance avec la station "Independencia" de la ligne ).
- San José
- Rodolfo Walsh
- Pichincha
- Jujuy (correspondance avec la station "Humberto Primo" de la ligne ).
- General Urquiza
- Boedo
- Avenida La Plata
- José María Moreno
- Emilio Mitre
- Medalla Milagrosa
- Varela
- Plaza de los Virreyes

## Monuments historiques nationaux
Ont été déclarés "Monument historique national" les stations suivantes de la ligne E :
San José, Entre Ríos, Pichincha, Jujuy, Urquiza et Boedo.